# Natalino Andolfatto
Natalino Andolfatto (Pove del Grappa, 25 dicembre 1933 – Bassano del Grappa, 19 ottobre 2023) è stato uno scultore italiano.

## Biografia

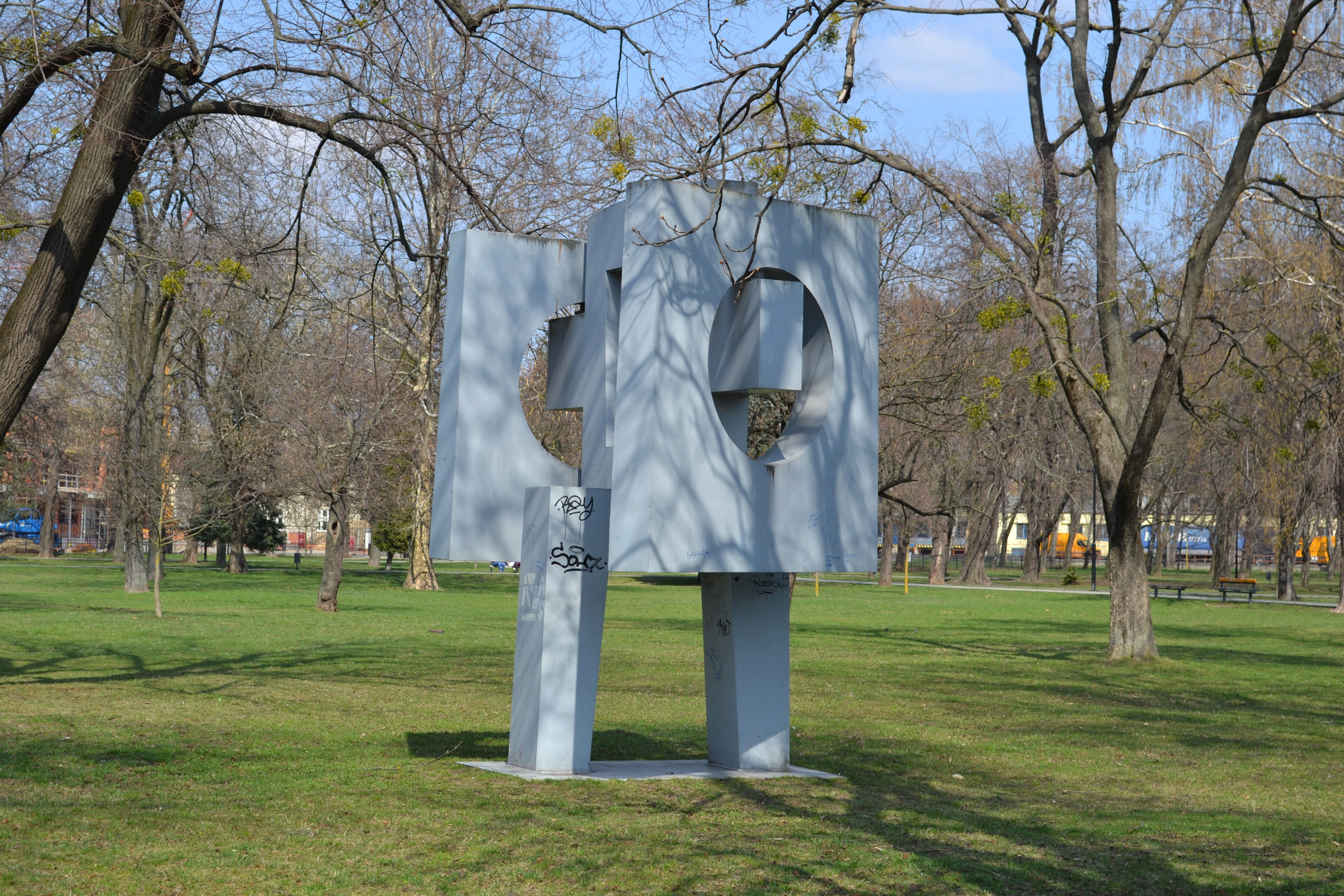
La scultura Composizione Železiarne II (1968) a Košice, in Slovacchia

Natalino Andolfatto nasce il giorno di Natale del 1933 a Pove del Grappa, in provincia di Vicenza. Avvicinatosi alla scultura all'età di dodici anni, lavora fin da giovane come scalpellino presso vari studi nel vicino paese di Bassano. Trasferitosi a Parigi nel 1951, dopo aver frequentato fino al 1954 vari corsi serali, si iscrive nel 1956 all'École nationale supérieure des beaux-arts. Vi si laurea nel 1960 e inizia a lavorare nello studio dello scultore Ossip Zadkine.
Risalgono agli anni '60 le sue prime esposizioni: partecipa al Salon de la jeune sculpture nel 1960, 61 e 62 presso il Museo Rodin, al Salon des Réalités Nouvelles e al Salon des Grands et Jeunes d'Aujourd'hui presso il Musée d'art moderne de la Ville de Paris. Nel 1965 partecipa alla IV Biennale di Parigi, al Musée d'Art Moderne de la Ville de Paris. L'anno successivo si tiene la sua prima personale alla galleria Lucien Durand, dove riesporrà nel 1967 e nel 1970. Nel 1967 viene invitatò per la seconda volta ad esporre alla V Biennale di Parigi: in questa occasione il Musée d'Art Moderne acquista una delle sue opere. Nel 1968 viene premiato alla Biennale di Bratislava, in Cecoslovacchia, e nel 1975 anche al XII Concorso Internazionale del Bronzetto di Padova.
Nel 1979 gli viene dedicata una personale alla Basilica Palladiana di Vicenza. L'anno successivo espone in una collettiva alla Fondazione Bevilacqua La Masa di Venezia. Nel 2001 un'ampia antologica viene organizzata nel chiostro del Museo civico di Bassano del Grappa.
Nel 2014 riceve dal comune di Bassano del Grappa il Premio Cultura Città di Bassano.

## Mostre ed esposizioni principali

### Collettive
- 1960 : Salon de la Jeune Sculpture, Museo Rodin, Parigi
- 1961 : Salon de la Jeune Sculpture, Museo Rodin, Parigi
- 1962 : 
  - Salon Comparaison, Musée d'Art Moderne de la Ville de Paris, Parigi
  - Exposition Internationale du Petit Bronze, Musée d’Art Moderne, Parigi
  - Salon de la Jeune Sculpture, Museo Rodin, Parigi
- 1963 : Salon Comparaison, Musée d'Art Moderne de la Ville de Paris, Parigi
- 1965 :
  - Salon de la Jeune Sculpture, Museo Rodin, Parigi
  - Esposizione internationale di scultura, Museo d'arte moderna Pagani, Castellanza.
  - IV Biennale di Parigi, Musée d'Art Moderne de la Ville de Paris, Parigi
- 1966 :
  - Salon des Réalités Nouvelles, Musée d'Art Moderne de la Ville de Paris, Parigi
  - Salon de la Jeune Sculpture, Museo Rodin, Parigi
  - II Mostra internazionale di scultura all’aperto, Museo d'arte moderna Pagani, Castellanza
- 1967 :
  - V Biennale di Parigi, Musée d'Art Moderne de la Ville de Paris, Parigi 
  - Salon de la Jeune Sculpture, Museo Rodin, Parigi
- 1968 : 
  - Salon des Réalités Nouvelles, Musée d'Art Moderne de la Ville de Paris, Parigi
  - Salon de la Jeune Sculpture, Museo Rodin, Parigi
- 1969 : 
  - VI Biennale Internazionale di Scultura Città di Carrara, Carrara
  - Salon des Réalités Nouvelles, Musée d'Art Moderne de la Ville de Paris, Parigi
  - Salon de la Jeune Sculpture, Museo Rodin, Parigi
- 1970 : 
  - Artisti italiani in Francia, Museo Correr, Venezia
  - Salon des Réalités Nouvelles, Musée d'Art Moderne de la Ville de Paris, Parigi
  - Salon de la Jeune Sculpture, Museo Rodin, Parigi
- 1971 : 
  - Salon des Réalités Nouvelles, Parco floreale di Parigi, Parigi
  - Salon de la Jeune Sculpture, Museo Rodin, Parigi
  - VIII Concorso Internazionale del Bronzetto, Padova
  - Salon des Grands et Jeunes d’Aujourd’hui, Grand Palais, Parigi
- 1972 : Salon des Grands et Jeunes d’Aujourd’hui, Grand Palais, Parigi
- 1973 : 
  - Salon des Grands et Jeunes d’Aujourd’hui, Grand Palais, Parigi
  - Salon de la Jeune Sculpture, Museo Rodin, Parigi
- 1974 : Salon Comparaison, Musée d'Art Moderne de la Ville de Paris, Parigi
- 1975 : Salon de la Jeune Sculpture, Museo Rodin, Parigi
- 1976 : Salon de la Jeune Sculpture, Museo Rodin, Parigi
- 1978 : 
  - XXIII Premio Termoli, Museo di Arte Contemporanea, Termoli
  - II Biennale Internazionale di Scultura, Civica Galleria d’Arte Moderna, Campione d'Italia
- 1980 : Camminare senza seguire orme, Fondazione Bevilacqua La Masa, Venezia
- 1983 : Salon Comparaison, Musée d'Art Moderne de la Ville de Paris, Parigi
- 1987 : Salon des Réalités Nouvelles, Grand Palais, Parigi
- 1989 : Omaggio a Denise René, Galleria del Naviglio, Milano
- 1996 : XVI Biennale del Bronzetto, Museo Civico, Padova
- 1999 : L’Art est mon oxygène, Museo di belle arti, Gand
- 2001 : Arte abstracto y la Galerie Denise René, Centro Atlántico de Arte Moderno, Las Palmas de Gran Canaria
- 2004 : 
  - Il Giardino delle Forme, Chiostro della Chiesa di San Francesco, Treviso
  - Terza Dimensione, Ca'Pesaro, Venezia
- 2006 : Scultura internazionale, Castello ducale, Agliè

## Opere principali

### Collezioni
- Equilibre - 1968 ca., Musée d'Art Moderne de la Ville de Paris, Parigi, Francia
- Galileo - 1969, Museo Civico, Bassano del Grappa
- Le Grand U - 1970 ca., Musée d'Art Moderne de la Ville de Paris, Parigi, Francia
- Sans titre n°2 - 1971, Ambassade de France, Nuova Delhi, India
- Senza titolo - 1980 ca., Galleria comunale d'arte, Cagliari
- Scultura - 1985, Museo del Novecento, Milano
- Fleur - 1990, Galleria internazionale d'arte moderna, Venezia
- Mediterraneo - 2004, Museo Civico, Bassano del Grappa

### Luoghi pubblici
- Scultura - 1960 ca., parco de La Faisanderie de Sénart, Étiolles, Francia
- Miramonte - 1967, avenue Edmond Esmonin (ex villaggio Olimpico), Grenoble, Francia
- Composizione Železiarne II - 1968, parco Mestský, Košice, Slovacchia
- Scultura - 1977, parco Rangoni-Macchiavelli, Maranello
- Scultura per fontana - 1994, piazzale L. Cadorna, Bassano del Grappa
- Luogo d'Incontro - 2006, piazza degli Scalpellini, Pove del Grappa
- Finestra sul mondo - 2014, via Europa, Pove del Grappa